# Die Weltwoche

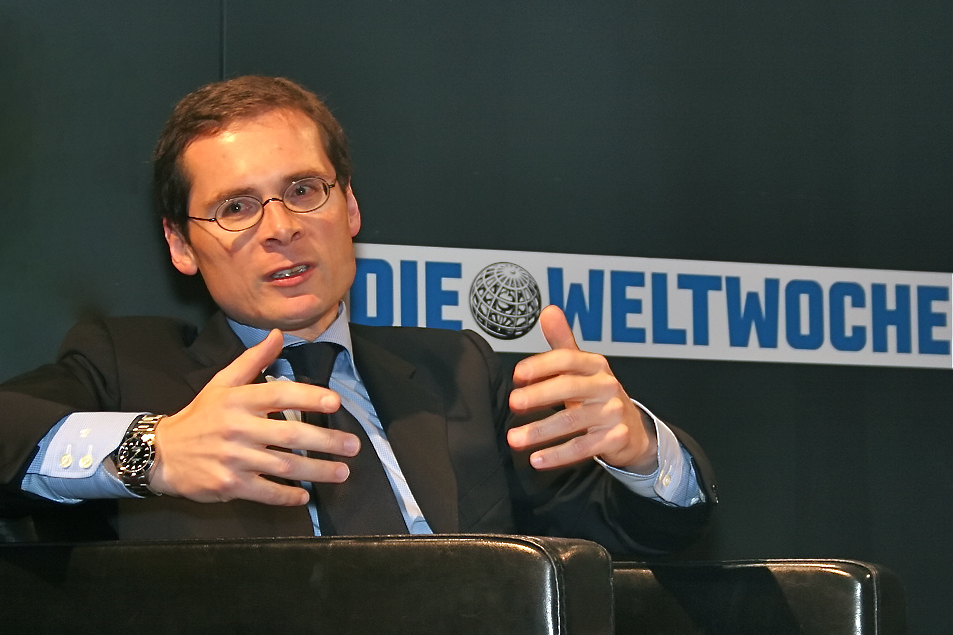
Roger Köppel

Die Weltwoche est un journal hebdomadaire suisse basé à Zurich. Le journal est fondé en 1933 par les journalistes lucernois Manuel Gasser et Karl von Schumacher.

## Historique
Les jeunes fondateurs se sont tout d'abord inspiré des succès des hebdomadaires français Candide, Marianne et Le Canard enchaîné. 
Le journal est fréquemment l'auteur de révélations dans le monde politique.
En 2001, il est racheté aux investisseurs étrangers par le financier tessinois Tito Tettamanti. À la suite de ce rachat, de nombreux remaniements et une réorientation sont effectués, avec de nombreux remplacements dans l'équipe rédactionnelle. Ces changements poussent certains journalistes à quitter le journal en signe de protestation.
Roger Köppel, rédacteur en chef du titre de 2001 à 2004, devient propriétaire du journal en 2006 avec l'aide officieuse de Christoph Blocher. Il revient par la même occasion à la tête de la rédaction.
Orienté à gauche à ses débuts, le journal est de tendance droite conservatrice depuis l'arrivée de Tito Tettamanti. Pour Roger Köppel, la philosophie du journal est d'être indépendant et de ne pas écrire comme tous les autres médias. Le journal accuse en 2012 les Suisses romands d’être « les Grecs de la Suisse » et de profiter d'un système financé par les Suisses allemands.

## Diffusion
- 2000 : 92 000 exemplaires et 339 000 lecteurs[5]
- 2017 : 190 000 lecteurs[6]
- 2022 : 39 357 exemplaires[7]

## Rédacteurs en chef
- Roger Köppel, 2001-2004
- Alex Baur, 2005[8]-2022